# Giambattista Fontana
Giovanni Battista Fontana, detto anche Giambattista (Verona, 1541 – Innsbruck, 25 settembre 1587), è stato un pittore e incisore italiano.

## Biografia
Nato a Verona nel 1541, era fratello di Giulio Fontana, architetto e incisore specialmente da Tiziano.

Ben presto lasciò la città natale, ma solo dopo aver frequentato Battista Del Moro. Si trasferì quindi a Venezia, grande centro artistico italiano e di lì passò a Vienna, alla corte imperiale.
Fu un autore molto fertile e ottenne un discreto successo in vita. I suoi lavori riguardavano per lo più paesaggi di carattere monumentale. Da Vienna si spostò poi ad Innsbruck, la città principale del Tirolo, dove morì, lasciando la sua importante collezione di stampe ad un arciduca. Eseguì la decorazione pittorica della "Sala spagnola" nel Castello di Ambras.